# Раунд Хил (Вирџинија)
Раунд Хил (енгл. Round Hill) град је у америчкој савезној држави Вирџинија. По попису становништва из 2010. у њему је живело 539 становника.

## Демографија
Према попису становништва из 2010. у граду је живело 539 становника, што је 39 (7,8%) становника више него 2000. године.
| Група             | 2000.       | 2010.       |
| Белци             | 451 (90,2%) | 493 (91,5%) |
| Афроамериканци    | 36 (7,2%)   | 15 (2,8%)   |
| Азијати           | 3 (0,6%)    | 6 (1,1%)    |
| Хиспаноамериканци | 7 (1,4%)    | 19 (3,5%)   |
| Укупно            | 500         | 539         |